# Parlamentswahl in Litauen 1992
- Sąjūdis: 30
- LCJ: 2
- LKDPc: 18
- Unabh.: 1
- LLS: 4
- UVLe: 1
- LTS: 4
- LDDP: 73
- LSDP: 8

Die Parlamentswahl in Litauen 1992 fand am 20. Oktober und 10. November 1992 statt. Es war die erste Wahl in dem seit 1990 unabhängigen Litauen.

## Wahlsystem
Es wurden 141 Mandate im litauischen Parlament (Seimas) neu bestimmt. 70 wurden proportional an die Parteien vergeben, welche die Vier-Prozent-Hürde übersprangen. Die übrigen 71 wurden als Direktmandate vergeben. Das Wahlrecht ist somit ein Mischsystem aus Mehrheitswahl und Verhältniswahl, genannt Grabenwahlsystem. Die Legislaturperiode betrug vier Jahre.

## Wahlergebnis
Wahlsieger wurde mit 43,98 Prozent die Demokratische Arbeitspartei Litauens (LDDP). Sie erhielt mit 73 von 141 Sitzen im Parlament die absolute Mehrheit. Auf dem zweiten Platz landete die Sąjūdis-Bewegung mit 21,17 Prozent. Drittstärkste Kraft wurde die Koalition um die Partei der Christdemokraten Litauens (LKDP) mit 12,61 Prozent.
| Liste | Liste                                                     | Liste                                                     | Liste                                                     | Listenstimmen | Listenstimmen | Listenstimmen | Wahlkreisstimmen | Wahlkreisstimmen | Wahlkreisstimmen | Wahlkreisstimmen | Wahlkreisstimmen | Wahlkreisstimmen | Mandate Gesamt |
| Liste | Liste                                                     | Liste                                                     | Liste                                                     | Listenstimmen | Listenstimmen | Listenstimmen | 1. Wahlgang      | 1. Wahlgang      | 1. Wahlgang      | 2. Wahlgang      | 2. Wahlgang      | 2. Wahlgang      | Mandate Gesamt |
| Liste | Liste                                                     | Liste                                                     | Liste                                                     | Stimmen       | %             | Mandate       | Stimmen          | %                | Mandate          | Stimmen          | %                | Mandate          | Mandate Gesamt |
| --- | --------------------------------------------------------- | --------------------------------------------------------- | --------------------------------------------------------- | ------------- | ------------- | ------------- | ---------------- | ---------------- | ---------------- | ---------------- | ---------------- | ---------------- | -------------- |
| | Lietuvos demokratinė darbo partija (LDDP)                 | Lietuvos demokratinė darbo partija (LDDP)                 | Lietuvos demokratinė darbo partija (LDDP)                 | 817.332       | 43,98         | 36            | 642.602          | 34,99            | 8                | 590.475          | 44,04            | 29               | 73             |
| | Sąjūdžio koalicija                                        |                                                           | Lietuvos sąjūdis                                          | 393.502       | 21,17         | 17            | 262.762          | 14,31            | 1                | 259.052          | 19,32            | 10               | 30             |
| | Sąjūdžio koalicija                                        | Lietuvos Respublikos piliečių chartija                    | 67.316                                                    | 393.502       | 21,17         | 17            | 3,67             | –                | 74.108           | 5,53             | 2                |                  | 30             |
| | Sąjūdžio koalicija                                        | Lietuvos politinių kalinių sąjunga                        | 13.397                                                    | 393.502       | 21,17         | 17            | 0,73             | –                | 9.926            | 0,74             | –                |                  | 30             |
| | Sąjūdžio koalicija                                        | Lietuvos žalioji partija                                  | 6.651                                                     | 393.502       | 21,17         | 17            | 0,36             | –                | 9.329            | 0,70             | –                |                  | 30             |
| | LKDP–LPKTS–LDP                                            |                                                           | Lietuvos krikščionių demokratų partija (LKDP)             | 234.368       | 12,61         | 10            | 131.595          | 7,17             | –                | 120.112          | 8,96             | 6                | 18             |
| | LKDP–LPKTS–LDP                                            | Lietuvos politinių kalinių ir tremtinių sąjunga (LPKTS)   | 61.145                                                    | 234.368       | 12,61         | 10            | 3,33             | –                | 37.454           | 2,79             | 2                |                  | 18             |
| | LKDP–LPKTS–LDP                                            | Lietuvos demokratų partija (LDP)                          | 27.766                                                    | 234.368       | 12,61         | 10            | 1,51             | –                | –                | –                | –                |                  | 18             |
| | Lietuvos socialdemokratų partija                          | Lietuvos socialdemokratų partija                          | Lietuvos socialdemokratų partija                          | 112.410       | 6,05          | 5             | 166.013          | 9,04             | –                | 51.487           | 3,84             | 3                | 8              |
| | „Už vieningą Lietuvą“                                     |                                                           | Lietuvių tautinio jaunimo sąjunga "Jaunoji Lietuva"       | 66.027        | 3,55          | –             | 15.117           | 0,82             | –                | 11.591           | 0,86             | 1                | 1              |
| | „Už vieningą Lietuvą“                                     | Krikščionių demokratų sąjunga                             | 9.246                                                     | 66.027        | 3,55          | –             | 0,50             | –                | –                | –                | –                |                  | 1              |
| | Lietuvos centro judėjimas                                 | Lietuvos centro judėjimas                                 | Lietuvos centro judėjimas                                 | 46.910        | 2,52          | –             | 45.652           | 2,49             | –                | 20.245           | 1,51             | 2                | 2              |
| | Lietuvos lenkų sąjunga                                    | Lietuvos lenkų sąjunga                                    | Lietuvos lenkų sąjunga                                    | 39.773        | 2,14          | 2             | 35.191           | 1,92             | 1                | 7.304            | 0,54             | 1                | 4              |
| | LTS–NP                                                    |                                                           | Lietuvių tautininkų sąjunga (LTS)                         | 36.916        | 1,99          | –             | 80.808           | 4,40             | –                | 67.821           | 5,06             | 3                | 4              |
| | LTS–NP                                                    | Nepriklausomybės partija (NP)                             | 14.354                                                    | 36.916        | 1,99          | –             | 0,78             | –                | 19.355           | 1,44             | 1                |                  | 4              |
| | Lietuvos liberalų sąjunga                                 | Lietuvos liberalų sąjunga                                 | Lietuvos liberalų sąjunga                                 | 28.091        | 1,51          | –             | 48.574           | 2,65             | –                | –                | –                | –                | –              |
| | Lietuvos laisvės lyga                                     | Lietuvos laisvės lyga                                     | Lietuvos laisvės lyga                                     | 22.034        | 1,19          | –             | 11.437           | 0,62             | –                | –                | –                | –                | –              |
| | Lietuvos Respublikos tautos pažangos judėjimas            | Lietuvos Respublikos tautos pažangos judėjimas            | Lietuvos Respublikos tautos pažangos judėjimas            | 19.835        | 1,07          | –             | 60.273           | 3,28             | –                | 16.582           | 1,24             | –                | –              |
| | Lietuvos nuosaikiųjų judėjimas                            | Lietuvos nuosaikiųjų judėjimas                            | Lietuvos nuosaikiųjų judėjimas                            | 13.002        | 0,70          | –             | 41.223           | 2,24             | –                | 9.816            | 0,73             | –                | –              |
| | Visuomeninis politinis judėjimas už socialinį teisingumą  | Visuomeninis politinis judėjimas už socialinį teisingumą  | Visuomeninis politinis judėjimas už socialinį teisingumą  | 9.734         | 0,52          | –             | 5.013            | 0,27             | –                | –                | –                | –                | –              |
| | Visuomeninis politinis judėjimas Lietuvos laisvės sąjunga | Visuomeninis politinis judėjimas Lietuvos laisvės sąjunga | Visuomeninis politinis judėjimas Lietuvos laisvės sąjunga | 7.760         | 0,42          | –             | 5.752            | 0,31             | –                | –                | –                | –                | –              |
| | Lietuvos judėjimas "Černobylis"                           | Lietuvos judėjimas "Černobylis"                           | Lietuvos judėjimas "Černobylis"                           | 4.827         | 0,26          | –             | –                | –                | –                | –                | –                | –                | –              |
| | Lietuvos Sandrauga                                        | Lietuvos Sandrauga                                        | Lietuvos Sandrauga                                        | 4.161         | 0,22          | –             | 7.996            | 0,44             | –                | 5.770            | 0,43             | –                | –              |
| | Lietuvos patriotų sąjunga                                 | Lietuvos patriotų sąjunga                                 | Lietuvos patriotų sąjunga                                 | 1.904         | 0,10          | –             | 582              | 0,03             | –                | –                | –                | –                | –              |
| | Einzelbewerber                                            | Einzelbewerber                                            | Einzelbewerber                                            | –             | –             | –             | 75.953           | 4,14             | –                | 30.432           | 2,27             | 1                | 1              |
| Gültige Stimmen                                                                                              | Gültige Stimmen                                           | Gültige Stimmen                                           | Gültige Stimmen                                           | 1.858.586     | 100           | 70            | 1.836.418        | 100              | 10               | 1.340.859        | 100              | 61               | 141            |
| Wähler | Wähler                                                    | Wähler                                                    | Wähler                                                    | 1.918.027     | 75,2          |               | 1.918.027        | 75,2             |                  | 1.335.500        | 61,2             |                  |                |
| Wahlberechtigte                                                                                              | Wahlberechtigte                                           | Wahlberechtigte                                           | Wahlberechtigte                                           | 2.549.952     |               |               | 2.549.952        |                  |                  | 2.183.490        |                  |                  |                |
| |                                                           |                                                           |                                                           |               |               |               |                  |                  |                  |                  |                  |                  |                |
| Quellen: Stimmzahlen auf vrk.lt, Mandatszahlen auf essex.ac.uk, Wahlbeteiligung auf src-h.slav.hokudai.ac.jp |                                                           |                                                           |                                                           |               |               |               |                  |                  |                  |                  |                  |                  |                |

## Mitglieder
- Liste der Mitglieder des Seimas 1992–1996